# Tabaporã
Tabaporã – miasto i gmina w Brazylii, w stanie Mato Grosso.